# Flandern Rundt for kvinder 2021
Flandern Rundt for kvinder 2021 var den 18. udgave af det belgiske cykelløb Flandern Rundt for kvinder. Det over 152 km lange linjeløb blev kørt den 4. april 2021 med start og mål i Oudenaarde i Vestflandern. Løbet var sjette arrangement på UCI Women's World Tour 2021.
Hollandske Annemiek van Vleuten fra Movistar Team kørte solo til mål og vandt løbet for anden gang i karrieren.

## Resultat
| \| Samlede stilling \| Samlede stilling \| Samlede stilling \| Samlede stilling \| Samlede stilling \| \| Rytter \| Rytter \| Hold \| Tid \| \| \| ---------------- \| --------------------- \| ---------------------------------- \| ---------------- \| ---------------- \| \| 1. \| Annemiek van Vleuten \| Movistar Team \| 4t 01' 11" \| \| \| 2. \| Lisa Brennauer \| Ceratizit-WNT Pro Cycling \| + 26" \| \| \| 3. \| Grace Brown \| Team BikeExchange \| + 26" \| \| \| 4. \| Elisa Longo Borghini \| Trek-Segafredo \| + 26" \| \| \| 5. \| Demi Vollering \| SD Worx \| + 26" \| \| \| 6. \| Marta Cavalli \| FDJ-Nouvelle Aquitaine-Futuroscope \| + 26" \| \| \| 7. \| Cecilie Uttrup Ludwig \| FDJ-Nouvelle Aquitaine-Futuroscope \| + 28" \| \| \| 8. \| Anna van der Breggen \| SD Worx \| + 35" \| \| \| 9. \| Marlen Reusser \| Alé BTC Ljubljana \| + 51" \| \| \| 10. \| Kristen Faulkner \| Tibco-Silicon Valley Bank \| + 55" \| \| |                       |                                    |            |
| |                       |                                    |            |
| Kilder: ProCyclingStats Cycling Quotient |                       |                                    |            |
| Samlede stilling |                       |                                    |            |
| Rytter | Rytter                | Hold                               | Tid        |
| 1. | Annemiek van Vleuten  | Movistar Team                      | 4t 01' 11" |
| 2. | Lisa Brennauer        | Ceratizit-WNT Pro Cycling          | + 26"      |
| 3. | Grace Brown           | Team BikeExchange                  | + 26"      |
| 4. | Elisa Longo Borghini  | Trek-Segafredo                     | + 26"      |
| 5. | Demi Vollering        | SD Worx                            | + 26"      |
| 6. | Marta Cavalli         | FDJ-Nouvelle Aquitaine-Futuroscope | + 26"      |
| 7. | Cecilie Uttrup Ludwig | FDJ-Nouvelle Aquitaine-Futuroscope | + 28"      |
| 8. | Anna van der Breggen  | SD Worx                            | + 35"      |
| 9. | Marlen Reusser        | Alé BTC Ljubljana                  | + 51"      |
| 10. | Kristen Faulkner      | Tibco-Silicon Valley Bank          | + 55"      |

## Hold og ryttere
| UCI Women's WorldTeams (9)- Alé BTC Ljubljana - Team BikeExchange - Canyon-SRAM Racing - Team DSM - FDJ-Nouvelle Aquitaine-Futuroscope - Liv Racing - Movistar Team - SD Worx - Trek-Segafredo UCI Women's Kontinentalhold (15)- A.R. Monex - Aromitalia-Basso Bikes-Vaiano - Bingoal Casino-Chevalmeire - Ceratizit-WNT Pro Cycling - Hitec Products - Doltcini-Van Eyck Sport-Proximus - Drops-Le col - Jumbo-Visma - Lotto Soudal Ladies - Massi Tactic - Multum Accountants - Parkhotel Valkenburg - Team Tibco-Silicon Valley Bank - Valcar-Travel & Service - Plantur-Pura |
| |

### Danske ryttere
| Danske ryttere på startlisten |                          |                                    |           |
| Rygnummer                     | Rytter                   | Hold                               | Placering |
| 31                            | Cecilie Uttrup Ludwig    | FDJ-Nouvelle Aquitaine-Futuroscope | 7         |
| 54                            | Emma Norsgaard Jørgensen | Movistar Team                      | 35        |
| 105                           | Julie Leth               | Ceratizit-WNT Pro Cycling          | 40        |

* DNF = gennemførte ikke

## Startliste
| SD Worx SDW | SD Worx SDW                           | SD Worx SDW |
| ----------- | ------------------------------------- | ----------- |
| Nr.         | Rytter                                | Placering   |
| 1           | Chantal van den Broek-Blaak (NED)     | 19.         |
| 2           | Anna van der Breggen (NED) (landevej) | 8.          |
| 3           | Jolien D'Hoore (BEL)                  | 78.         |
| 4           | Amy Pieters (NED)                     | 14.         |
| 5           | Demi Vollering (NED)                  | 5.          |
| 6           | Christine Majerus (LUX) (landevej)    | 62.         |

| Alé BTC Ljubljana ALE | Alé BTC Ljubljana ALE   | Alé BTC Ljubljana ALE |
| --------------------- | ----------------------- | --------------------- |
| Nr.                   | Rytter                  | Placering             |
| 11                    | Marta Bastianelli (ITA) | 44.                   |
| 12                    | Maaike Boogaard (NED)   | 36.                   |
| 13                    | Eugenia Bujak (SLO)     | 102.                  |
| 14                    | Tatiana Guderzo (ITA)   | 106.                  |
| 15                    | Marlen Reusser (SUI)    | 9.                    |
| 16                    | Laura Tomasi (ITA)      | 79.                   |

| Canyon-SRAM Racing CSR | Canyon-SRAM Racing CSR     | Canyon-SRAM Racing CSR |
| ---------------------- | -------------------------- | ---------------------- |
| Nr.                    | Rytter                     | Placering              |
| 21                     | Katarzyna Niewiadoma (POL) | 20.                    |
| 22                     | Alexis Ryan (USA)          | 32.                    |
| 23                     | Alice Barnes (GBR)         | 64.                    |
| 24                     | Hannah Barnes (GBR)        | 65.                    |
| 25                     | Tiffany Cromwell (AUS)     | 23.                    |
| 26                     | Lisa Klein (GER)           | 51.                    |

| FDJ-Nouvelle Aquitaine-Futuroscope FDJ | FDJ-Nouvelle Aquitaine-Futuroscope FDJ | FDJ-Nouvelle Aquitaine-Futuroscope FDJ |
| -------------------------------------- | -------------------------------------- | -------------------------------------- |
| Nr.                                    | Rytter                                 | Placering                              |
| 31                                     | Cecilie Uttrup Ludwig (DEN)            | 7.                                     |
| 32                                     | Marta Cavalli (ITA)                    | 6.                                     |
| 33                                     | Brodie Chapman (AUS)                   | 29.                                    |
| 34                                     | Eugénie Duval (FRA)                    | 54.                                    |
| 35                                     | Emilia Fahlin (SWE)                    | 63.                                    |
| 36                                     | Maëlle Grossetête (FRA)                | 57.                                    |

| Liv Racing LIV | Liv Racing LIV                 | Liv Racing LIV |
| -------------- | ------------------------------ | -------------- |
| Nr.            | Rytter                         | Placering      |
| 41             | Lotte Kopecky (BEL) (landevej) | 13.            |
| 42             | Valerie Demey (BEL)            | 46.            |
| 43             | Sofia Bertizzolo (ITA)         | 45.            |
| 44             | Alison Jackson (CAN)           | 22.            |
| 45             | Jeanne Korevaar (NED)          | 38.            |
| 46             | Soraya Paladin (ITA)           | 66.            |

| Movistar Team MOV | Movistar Team MOV                     | Movistar Team MOV |
| ----------------- | ------------------------------------- | ----------------- |
| Nr.               | Rytter                                | Placering         |
| 51                | Annemiek van Vleuten (NED) (landevej) | 1.                |
| 52                | Aude Biannic (FRA)                    | DNF               |
| 53                | Jelena Erić (SRB)                     | DNF               |
| 54                | Emma Norsgaard (DEN) (landevej)       | 35.               |
| 55                | Leah Thomas (USA)                     | 11.               |
| 56                | Barbara Guarischi (ITA)               | DNF               |

| Team BikeExchange BEX | Team BikeExchange BEX      | Team BikeExchange BEX |
| --------------------- | -------------------------- | --------------------- |
| Nr.                   | Rytter                     | Placering             |
| 61                    | Grace Brown (AUS)          | 3.                    |
| 62                    | Teniel Campbell (TTO)      | 82.                   |
| 63                    | Arianna Fidanza (ITA)      | 110.                  |
| 64                    | Sarah Roy (AUS) (landevej) | 30.                   |
| 65                    | Amanda Spratt (AUS)        | 28.                   |
| 66                    | Moniek Tenniglo (NED)      | 77.                   |

| Team DSM DSM | Team DSM DSM           | Team DSM DSM |
| ------------ | ---------------------- | ------------ |
| Nr.          | Rytter                 | Placering    |
| 71           | Floortje Mackaij (NED) | 17.          |
| 72           | Susanne Andersen (NOR) | DNF          |
| 73           | Leah Kirchmann (CAN)   | 99.          |
| 74           | Franziska Koch (GER)   | 34.          |
| 75           | Juliette Labous (FRA)  | 60.          |
| 76           | Liane Lippert (GER)    | 26.          |

| Trek-Segafredo TFS | Trek-Segafredo TFS                    | Trek-Segafredo TFS |
| ------------------ | ------------------------------------- | ------------------ |
| Nr.                | Rytter                                | Placering          |
| 81                 | Ellen van Dijk (NED)                  | 21.                |
| 82                 | Lizzie Deignan (GBR)                  | 18.                |
| 83                 | Audrey Cordon-Ragot (FRA) (landevej)  | 31.                |
| 84                 | Elisa Longo Borghini (ITA) (landevej) | 4.                 |
| 85                 | Lucinda Brand (NED)                   | 67.                |

| Jumbo-Visma Women Team TJV | Jumbo-Visma Women Team TJV | Jumbo-Visma Women Team TJV |
| -------------------------- | -------------------------- | -------------------------- |
| Nr.                        | Rytter                     | Placering                  |
| 91                         | Marianne Vos (NED)         | 12.                        |
| 92                         | Anna Henderson (GBR)       | 24.                        |
| 93                         | Romy Kasper (GER)          | 52.                        |
| 94                         | Anouska Koster (NED)       | 37.                        |
| 95                         | Riejanne Markus (NED)      | 27.                        |
| 96                         | Karlijn Swinkels (NED)     | 107.                       |

| Ceratizit-WNT Pro Cycling WNT | Ceratizit-WNT Pro Cycling WNT   | Ceratizit-WNT Pro Cycling WNT |
| ----------------------------- | ------------------------------- | ----------------------------- |
| Nr.                           | Rytter                          | Placering                     |
| 101                           | Lisa Brennauer (GER) (landevej) | 2.                            |
| 102                           | Kathrin Hammes (GER)            | 74.                           |
| 103                           | Maria Giulia Confalonieri (ITA) | 16.                           |
| 104                           | Marta Lach (POL) (landevej)     | 59.                           |
| 105                           | Julie Leth (DEN)                | 40.                           |
| 106                           | Lin Lea Teutenberg (GER)        | DNF                           |

| Lotto Soudal Ladies LSL | Lotto Soudal Ladies LSL  | Lotto Soudal Ladies LSL |
| ----------------------- | ------------------------ | ----------------------- |
| Nr.                     | Rytter                   | Placering               |
| 111                     | Jesse Vandenbulcke (BEL) | 49.                     |
| 112                     | Danique Braam (NED)      | DNF                     |
| 113                     | Lone Meertens (BEL)      | 108.                    |
| 114                     | Hanna Nilsson (SWE)      | 48.                     |
| 115                     | Abby-Mae Parkinson (GBR) | 72.                     |
| 116                     | Anna Plichta (POL)       | DNF                     |

| Parkhotel Valkenburg PHV | Parkhotel Valkenburg PHV | Parkhotel Valkenburg PHV |
| ------------------------ | ------------------------ | ------------------------ |
| Nr.                      | Rytter                   | Placering                |
| 121                      | Mischa Bredewold (NED)   | 25.                      |
| 122                      | Femke Gerritse (NED)     | 69.                      |
| 123                      | Femke Markus (NED)       | 87.                      |
| 124                      | Lieke Nooijen (NED)      | 84.                      |
| 125                      | Marit Raaijmakers (NED)  | 73.                      |
| 126                      | Sofie Van Rooijen (NED)  | DNF                      |

| Tibco-Silicon Valley Bank TIB | Tibco-Silicon Valley Bank TIB | Tibco-Silicon Valley Bank TIB |
| ----------------------------- | ----------------------------- | ----------------------------- |
| Nr.                           | Rytter                        | Placering                     |
| 131                           | Lauren Stephens (USA)         | 68.                           |
| 132                           | Eva Buurman (NED)             | DNF                           |
| 133                           | Kristen Faulkner (USA)        | 10.                           |
| 134                           | Sarah Gigante (AUS)           | 61.                           |
| 135                           | Nina Kessler (NED)            | 90.                           |
| 136                           | Eri Yonamine (JPN)            | 39.                           |

| Valcar-Travel & Service VAL | Valcar-Travel & Service VAL | Valcar-Travel & Service VAL |
| --------------------------- | --------------------------- | --------------------------- |
| Nr.                         | Rytter                      | Placering                   |
| 141                         | Elisa Balsamo (ITA)         | 15.                         |
| 142                         | Chiara Consonni (ITA)       | 42.                         |
| 143                         | Vittoria Guazzini (ITA)     | 56.                         |
| 144                         | Silvia Persico (ITA)        | 76.                         |
| 145                         | Elena Pirrone (ITA)         | DNF                         |
| 146                         | Ilaria Sanguineti (ITA)     | 105.                        |

| Plantur-Pura PLP | Plantur-Pura PLP                 | Plantur-Pura PLP |
| ---------------- | -------------------------------- | ---------------- |
| Nr.              | Rytter                           | Placering        |
| 151              | Yara Kastelijn (NED)             | DNF              |
| 152              | Manon Bakker (NED)               | 103.             |
| 153              | Sanne Cant (BEL)                 | 80.              |
| 154              | Ceylin del Carmen Alvarado (NED) | 104.             |
| 155              | Aniek van Alphen (NED)           | 100.             |
| 156              | Inge van der Heijden (NED)       | 53.              |

| Bingoal-Chevalmeire CCT | Bingoal-Chevalmeire CCT   | Bingoal-Chevalmeire CCT |
| ----------------------- | ------------------------- | ----------------------- |
| Nr.                     | Rytter                    | Placering               |
| 161                     | Justine Ghekiere (BEL)    | DNF                     |
| 162                     | Kelly Van den Steen (BEL) | 75.                     |
| 163                     | Thalita de Jong (NED)     | 41.                     |
| 164                     | Claudia Jongerius (NED)   | DNF                     |
| 165                     | Natalie van Gogh (NED)    | 95.                     |
| 166                     | Rozanne Slik (NED)        | DNF                     |

| Doltcini-Van Eyck-Proximus DVE | Doltcini-Van Eyck-Proximus DVE         | Doltcini-Van Eyck-Proximus DVE |
| ------------------------------ | -------------------------------------- | ------------------------------ |
| Nr.                            | Rytter                                 | Placering                      |
| 171                            | Victoire Berteau (FRA)                 | DNF                            |
| 172                            | Christina Schweinberger (AUT)          | DNF                            |
| 173                            | Kathrin Schweinberger (AUT) (landevej) | 33.                            |
| 174                            | Nicole Steigenga (NED)                 | DNF                            |
| 175                            | Fien Van Eynde (BEL)                   | 88.                            |
| 176                            | Amber Aernouts (NED)                   | DNF                            |

| Multum Accountants MUL | Multum Accountants MUL     | Multum Accountants MUL |
| ---------------------- | -------------------------- | ---------------------- |
| Nr.                    | Rytter                     | Placering              |
| 181                    | Marijke de Smedt (BEL)     | 91.                    |
| 182                    | Fien Delbaere (BEL)        | 93.                    |
| 183                    | Ann-Sophie Duyck (BEL)     | 83.                    |
| 184                    | Rosalie Van der Wolf (NED) | DNF                    |
| 185                    | Céline van Houtum (NED)    | 86.                    |
| 186                    | Kylie Waterreus (NED)      | 89.                    |

| Aromitalia-Basso Bikes-Vaiano VAI | Aromitalia-Basso Bikes-Vaiano VAI | Aromitalia-Basso Bikes-Vaiano VAI |
| --------------------------------- | --------------------------------- | --------------------------------- |
| Nr.                               | Rytter                            | Placering                         |
| 191                               | Olivija Baleišytė (LTU)           | DNF                               |
| 192                               | Giada Borghesi (ITA)              | DNF                               |
| 193                               | Letizia Borghesi (ITA)            | DQ                                |
| 194                               | Inga Čilvinaitė (LTU)             | 98.                               |
| 195                               | Rasa Leleivytė (LTU)              | 92.                               |
| 196                               | Gemma Sernissi (ITA)              | DNF                               |

| Drops-Le Col DRP | Drops-Le Col DRP              | Drops-Le Col DRP |
| ---------------- | ----------------------------- | ---------------- |
| Nr.              | Rytter                        | Placering        |
| 201              | Dani Christmas (GBR)          | DNF              |
| 202              | Elizabeth Bennett (GBR)       | DNF              |
| 203              | Emilie Moberg (NOR)           | DNF              |
| 204              | Sara Penton (SWE)             | 70.              |
| 205              | Marjolein van 't Geloof (NED) | 85.              |
| 206              | Maike van der Duin (NED)      | 43.              |

| Coop-Hitec Products HPU | Coop-Hitec Products HPU  | Coop-Hitec Products HPU |
| ----------------------- | ------------------------ | ----------------------- |
| Nr.                     | Rytter                   | Placering               |
| 211                     | Caroline Andersson (SWE) | DNF                     |
| 212                     | Ingvild Gåskjenn (NOR)   | DNF                     |
| 213                     | Amalie Lutro (NOR)       | 96.                     |
| 214                     | Mieke Kröger (GER)       | DNF                     |
| 215                     | Mari Hole Mohr (NOR)     | DNF                     |
| 216                     | Anne Dorthe Ysland (NOR) | 55.                     |

| A.R. Monex Women's ASA | A.R. Monex Women's ASA        | A.R. Monex Women's ASA |
| ---------------------- | ----------------------------- | ---------------------- |
| Nr.                    | Rytter                        | Placering              |
| 221                    | Arlenis Sierra (CUB)          | DNF                    |
| 222                    | Mariia Miliaeva (RUS)         | DNF                    |
| 223                    | Marija Novolodskaja (RUS)     | 58.                    |
| 224                    | Katia Ragusa (ITA)            | 47.                    |
| 225                    | Lizbeth Salazar (MEX)         | 88.                    |
| 226                    | Maria Vittoria Sperotto (ITA) | DNF                    |

| Massi Tactic MAT | Massi Tactic MAT                      | Massi Tactic MAT |
| ---------------- | ------------------------------------- | ---------------- |
| Nr.              | Rytter                                | Placering        |
| 231              | Vita Heine (NOR)                      | 71.              |
| 232              | Mireia Benito (ESP)                   | 101.             |
| 233              | Maaike Coljé (NED)                    | 94.              |
| 234              | Agua Marina Espinola (PAR) (landevej) | 97.              |
| 235              | Špela Kern (SLO)                      | 50.              |
| 236              | Mireia Trias (ESP)                    | 111.             |

| SD Worx SDW | SD Worx SDW                           | SD Worx SDW |
| ----------- | ------------------------------------- | ----------- |
| Nr.         | Rytter                                | Placering   |
| 1           | Chantal van den Broek-Blaak (NED)     | 19.         |
| 2           | Anna van der Breggen (NED) (landevej) | 8.          |
| 3           | Jolien D'Hoore (BEL)                  | 78.         |
| 4           | Amy Pieters (NED)                     | 14.         |
| 5           | Demi Vollering (NED)                  | 5.          |
| 6           | Christine Majerus (LUX) (landevej)    | 62.         |

| Alé BTC Ljubljana ALE | Alé BTC Ljubljana ALE   | Alé BTC Ljubljana ALE |
| --------------------- | ----------------------- | --------------------- |
| Nr.                   | Rytter                  | Placering             |
| 11                    | Marta Bastianelli (ITA) | 44.                   |
| 12                    | Maaike Boogaard (NED)   | 36.                   |
| 13                    | Eugenia Bujak (SLO)     | 102.                  |
| 14                    | Tatiana Guderzo (ITA)   | 106.                  |
| 15                    | Marlen Reusser (SUI)    | 9.                    |
| 16                    | Laura Tomasi (ITA)      | 79.                   |

| Canyon-SRAM Racing CSR | Canyon-SRAM Racing CSR     | Canyon-SRAM Racing CSR |
| ---------------------- | -------------------------- | ---------------------- |
| Nr.                    | Rytter                     | Placering              |
| 21                     | Katarzyna Niewiadoma (POL) | 20.                    |
| 22                     | Alexis Ryan (USA)          | 32.                    |
| 23                     | Alice Barnes (GBR)         | 64.                    |
| 24                     | Hannah Barnes (GBR)        | 65.                    |
| 25                     | Tiffany Cromwell (AUS)     | 23.                    |
| 26                     | Lisa Klein (GER)           | 51.                    |

| FDJ-Nouvelle Aquitaine-Futuroscope FDJ | FDJ-Nouvelle Aquitaine-Futuroscope FDJ | FDJ-Nouvelle Aquitaine-Futuroscope FDJ |
| -------------------------------------- | -------------------------------------- | -------------------------------------- |
| Nr.                                    | Rytter                                 | Placering                              |
| 31                                     | Cecilie Uttrup Ludwig (DEN)            | 7.                                     |
| 32                                     | Marta Cavalli (ITA)                    | 6.                                     |
| 33                                     | Brodie Chapman (AUS)                   | 29.                                    |
| 34                                     | Eugénie Duval (FRA)                    | 54.                                    |
| 35                                     | Emilia Fahlin (SWE)                    | 63.                                    |
| 36                                     | Maëlle Grossetête (FRA)                | 57.                                    |

| Liv Racing LIV | Liv Racing LIV                 | Liv Racing LIV |
| -------------- | ------------------------------ | -------------- |
| Nr.            | Rytter                         | Placering      |
| 41             | Lotte Kopecky (BEL) (landevej) | 13.            |
| 42             | Valerie Demey (BEL)            | 46.            |
| 43             | Sofia Bertizzolo (ITA)         | 45.            |
| 44             | Alison Jackson (CAN)           | 22.            |
| 45             | Jeanne Korevaar (NED)          | 38.            |
| 46             | Soraya Paladin (ITA)           | 66.            |

| Movistar Team MOV | Movistar Team MOV                     | Movistar Team MOV |
| ----------------- | ------------------------------------- | ----------------- |
| Nr.               | Rytter                                | Placering         |
| 51                | Annemiek van Vleuten (NED) (landevej) | 1.                |
| 52                | Aude Biannic (FRA)                    | DNF               |
| 53                | Jelena Erić (SRB)                     | DNF               |
| 54                | Emma Norsgaard (DEN) (landevej)       | 35.               |
| 55                | Leah Thomas (USA)                     | 11.               |
| 56                | Barbara Guarischi (ITA)               | DNF               |

| Team BikeExchange BEX | Team BikeExchange BEX      | Team BikeExchange BEX |
| --------------------- | -------------------------- | --------------------- |
| Nr.                   | Rytter                     | Placering             |
| 61                    | Grace Brown (AUS)          | 3.                    |
| 62                    | Teniel Campbell (TTO)      | 82.                   |
| 63                    | Arianna Fidanza (ITA)      | 110.                  |
| 64                    | Sarah Roy (AUS) (landevej) | 30.                   |
| 65                    | Amanda Spratt (AUS)        | 28.                   |
| 66                    | Moniek Tenniglo (NED)      | 77.                   |

| Team DSM DSM | Team DSM DSM           | Team DSM DSM |
| ------------ | ---------------------- | ------------ |
| Nr.          | Rytter                 | Placering    |
| 71           | Floortje Mackaij (NED) | 17.          |
| 72           | Susanne Andersen (NOR) | DNF          |
| 73           | Leah Kirchmann (CAN)   | 99.          |
| 74           | Franziska Koch (GER)   | 34.          |
| 75           | Juliette Labous (FRA)  | 60.          |
| 76           | Liane Lippert (GER)    | 26.          |

| Trek-Segafredo TFS | Trek-Segafredo TFS                    | Trek-Segafredo TFS |
| ------------------ | ------------------------------------- | ------------------ |
| Nr.                | Rytter                                | Placering          |
| 81                 | Ellen van Dijk (NED)                  | 21.                |
| 82                 | Lizzie Deignan (GBR)                  | 18.                |
| 83                 | Audrey Cordon-Ragot (FRA) (landevej)  | 31.                |
| 84                 | Elisa Longo Borghini (ITA) (landevej) | 4.                 |
| 85                 | Lucinda Brand (NED)                   | 67.                |

| Jumbo-Visma Women Team TJV | Jumbo-Visma Women Team TJV | Jumbo-Visma Women Team TJV |
| -------------------------- | -------------------------- | -------------------------- |
| Nr.                        | Rytter                     | Placering                  |
| 91                         | Marianne Vos (NED)         | 12.                        |
| 92                         | Anna Henderson (GBR)       | 24.                        |
| 93                         | Romy Kasper (GER)          | 52.                        |
| 94                         | Anouska Koster (NED)       | 37.                        |
| 95                         | Riejanne Markus (NED)      | 27.                        |
| 96                         | Karlijn Swinkels (NED)     | 107.                       |

| Ceratizit-WNT Pro Cycling WNT | Ceratizit-WNT Pro Cycling WNT   | Ceratizit-WNT Pro Cycling WNT |
| ----------------------------- | ------------------------------- | ----------------------------- |
| Nr.                           | Rytter                          | Placering                     |
| 101                           | Lisa Brennauer (GER) (landevej) | 2.                            |
| 102                           | Kathrin Hammes (GER)            | 74.                           |
| 103                           | Maria Giulia Confalonieri (ITA) | 16.                           |
| 104                           | Marta Lach (POL) (landevej)     | 59.                           |
| 105                           | Julie Leth (DEN)                | 40.                           |
| 106                           | Lin Lea Teutenberg (GER)        | DNF                           |

| Lotto Soudal Ladies LSL | Lotto Soudal Ladies LSL  | Lotto Soudal Ladies LSL |
| ----------------------- | ------------------------ | ----------------------- |
| Nr.                     | Rytter                   | Placering               |
| 111                     | Jesse Vandenbulcke (BEL) | 49.                     |
| 112                     | Danique Braam (NED)      | DNF                     |
| 113                     | Lone Meertens (BEL)      | 108.                    |
| 114                     | Hanna Nilsson (SWE)      | 48.                     |
| 115                     | Abby-Mae Parkinson (GBR) | 72.                     |
| 116                     | Anna Plichta (POL)       | DNF                     |

| Parkhotel Valkenburg PHV | Parkhotel Valkenburg PHV | Parkhotel Valkenburg PHV |
| ------------------------ | ------------------------ | ------------------------ |
| Nr.                      | Rytter                   | Placering                |
| 121                      | Mischa Bredewold (NED)   | 25.                      |
| 122                      | Femke Gerritse (NED)     | 69.                      |
| 123                      | Femke Markus (NED)       | 87.                      |
| 124                      | Lieke Nooijen (NED)      | 84.                      |
| 125                      | Marit Raaijmakers (NED)  | 73.                      |
| 126                      | Sofie Van Rooijen (NED)  | DNF                      |

| Tibco-Silicon Valley Bank TIB | Tibco-Silicon Valley Bank TIB | Tibco-Silicon Valley Bank TIB |
| ----------------------------- | ----------------------------- | ----------------------------- |
| Nr.                           | Rytter                        | Placering                     |
| 131                           | Lauren Stephens (USA)         | 68.                           |
| 132                           | Eva Buurman (NED)             | DNF                           |
| 133                           | Kristen Faulkner (USA)        | 10.                           |
| 134                           | Sarah Gigante (AUS)           | 61.                           |
| 135                           | Nina Kessler (NED)            | 90.                           |
| 136                           | Eri Yonamine (JPN)            | 39.                           |

| Valcar-Travel & Service VAL | Valcar-Travel & Service VAL | Valcar-Travel & Service VAL |
| --------------------------- | --------------------------- | --------------------------- |
| Nr.                         | Rytter                      | Placering                   |
| 141                         | Elisa Balsamo (ITA)         | 15.                         |
| 142                         | Chiara Consonni (ITA)       | 42.                         |
| 143                         | Vittoria Guazzini (ITA)     | 56.                         |
| 144                         | Silvia Persico (ITA)        | 76.                         |
| 145                         | Elena Pirrone (ITA)         | DNF                         |
| 146                         | Ilaria Sanguineti (ITA)     | 105.                        |

| Plantur-Pura PLP | Plantur-Pura PLP                 | Plantur-Pura PLP |
| ---------------- | -------------------------------- | ---------------- |
| Nr.              | Rytter                           | Placering        |
| 151              | Yara Kastelijn (NED)             | DNF              |
| 152              | Manon Bakker (NED)               | 103.             |
| 153              | Sanne Cant (BEL)                 | 80.              |
| 154              | Ceylin del Carmen Alvarado (NED) | 104.             |
| 155              | Aniek van Alphen (NED)           | 100.             |
| 156              | Inge van der Heijden (NED)       | 53.              |

| Bingoal-Chevalmeire CCT | Bingoal-Chevalmeire CCT   | Bingoal-Chevalmeire CCT |
| ----------------------- | ------------------------- | ----------------------- |
| Nr.                     | Rytter                    | Placering               |
| 161                     | Justine Ghekiere (BEL)    | DNF                     |
| 162                     | Kelly Van den Steen (BEL) | 75.                     |
| 163                     | Thalita de Jong (NED)     | 41.                     |
| 164                     | Claudia Jongerius (NED)   | DNF                     |
| 165                     | Natalie van Gogh (NED)    | 95.                     |
| 166                     | Rozanne Slik (NED)        | DNF                     |

| Doltcini-Van Eyck-Proximus DVE | Doltcini-Van Eyck-Proximus DVE         | Doltcini-Van Eyck-Proximus DVE |
| ------------------------------ | -------------------------------------- | ------------------------------ |
| Nr.                            | Rytter                                 | Placering                      |
| 171                            | Victoire Berteau (FRA)                 | DNF                            |
| 172                            | Christina Schweinberger (AUT)          | DNF                            |
| 173                            | Kathrin Schweinberger (AUT) (landevej) | 33.                            |
| 174                            | Nicole Steigenga (NED)                 | DNF                            |
| 175                            | Fien Van Eynde (BEL)                   | 88.                            |
| 176                            | Amber Aernouts (NED)                   | DNF                            |

| Multum Accountants MUL | Multum Accountants MUL     | Multum Accountants MUL |
| ---------------------- | -------------------------- | ---------------------- |
| Nr.                    | Rytter                     | Placering              |
| 181                    | Marijke de Smedt (BEL)     | 91.                    |
| 182                    | Fien Delbaere (BEL)        | 93.                    |
| 183                    | Ann-Sophie Duyck (BEL)     | 83.                    |
| 184                    | Rosalie Van der Wolf (NED) | DNF                    |
| 185                    | Céline van Houtum (NED)    | 86.                    |
| 186                    | Kylie Waterreus (NED)      | 89.                    |

| Aromitalia-Basso Bikes-Vaiano VAI | Aromitalia-Basso Bikes-Vaiano VAI | Aromitalia-Basso Bikes-Vaiano VAI |
| --------------------------------- | --------------------------------- | --------------------------------- |
| Nr.                               | Rytter                            | Placering                         |
| 191                               | Olivija Baleišytė (LTU)           | DNF                               |
| 192                               | Giada Borghesi (ITA)              | DNF                               |
| 193                               | Letizia Borghesi (ITA)            | DQ                                |
| 194                               | Inga Čilvinaitė (LTU)             | 98.                               |
| 195                               | Rasa Leleivytė (LTU)              | 92.                               |
| 196                               | Gemma Sernissi (ITA)              | DNF                               |

| Drops-Le Col DRP | Drops-Le Col DRP              | Drops-Le Col DRP |
| ---------------- | ----------------------------- | ---------------- |
| Nr.              | Rytter                        | Placering        |
| 201              | Dani Christmas (GBR)          | DNF              |
| 202              | Elizabeth Bennett (GBR)       | DNF              |
| 203              | Emilie Moberg (NOR)           | DNF              |
| 204              | Sara Penton (SWE)             | 70.              |
| 205              | Marjolein van 't Geloof (NED) | 85.              |
| 206              | Maike van der Duin (NED)      | 43.              |

| Coop-Hitec Products HPU | Coop-Hitec Products HPU  | Coop-Hitec Products HPU |
| ----------------------- | ------------------------ | ----------------------- |
| Nr.                     | Rytter                   | Placering               |
| 211                     | Caroline Andersson (SWE) | DNF                     |
| 212                     | Ingvild Gåskjenn (NOR)   | DNF                     |
| 213                     | Amalie Lutro (NOR)       | 96.                     |
| 214                     | Mieke Kröger (GER)       | DNF                     |
| 215                     | Mari Hole Mohr (NOR)     | DNF                     |
| 216                     | Anne Dorthe Ysland (NOR) | 55.                     |

| A.R. Monex Women's ASA | A.R. Monex Women's ASA        | A.R. Monex Women's ASA |
| ---------------------- | ----------------------------- | ---------------------- |
| Nr.                    | Rytter                        | Placering              |
| 221                    | Arlenis Sierra (CUB)          | DNF                    |
| 222                    | Mariia Miliaeva (RUS)         | DNF                    |
| 223                    | Marija Novolodskaja (RUS)     | 58.                    |
| 224                    | Katia Ragusa (ITA)            | 47.                    |
| 225                    | Lizbeth Salazar (MEX)         | 88.                    |
| 226                    | Maria Vittoria Sperotto (ITA) | DNF                    |

| Massi Tactic MAT | Massi Tactic MAT                      | Massi Tactic MAT |
| ---------------- | ------------------------------------- | ---------------- |
| Nr.              | Rytter                                | Placering        |
| 231              | Vita Heine (NOR)                      | 71.              |
| 232              | Mireia Benito (ESP)                   | 101.             |
| 233              | Maaike Coljé (NED)                    | 94.              |
| 234              | Agua Marina Espinola (PAR) (landevej) | 97.              |
| 235              | Špela Kern (SLO)                      | 50.              |
| 236              | Mireia Trias (ESP)                    | 111.             |